# Irene Cuesta
Irene Cuesta Cobo (nascida em 13 de setembro de 1983) é uma ex-arqueira e treinadora espanhola de tiro com arco, campeã nacional em 2011 e 2013.

## Tiro com arco
Irene atuou como treinadora da equipe espanhola de tiro com arco nos Jogos Paralímpicos de 2012 em Londres. La Coruña foi palco do Campeonato Nacional de Clubes de 2008 que Irena participou ao lado das companheiras Toñi Arroyo, María Teresa Muñoz e Beatriz de la Torre. Em 2011, participou do Campeonato Europeu em Cambrils, Tarragona, tendo ganho a medalha de bronze. No Campeonato da Andaluzia, realizado no início de 2012, Irena fez presença e terminou em primeiro lugar na categoria composto feminino. Algumas semanas depois, ela repetiu o primeiro lugar no Campeonato Espanhol, realizado em Valdemorillo, Madrid. Ao disputar o Campeonato Espanhol de 2013 após vencer o Campeonato da Andaluzia, Irene terminou em segundo lugar. Em novembro de 2013, Irene participou de uma competição de tiro com arco, realizada em Chichen Itza, onde ela ganhou o bronze após vencer a arqueira britânica Lucy O'Sullivan por um placar de 1941-132 na decisão por medalha de bronze.

## Vida pessoal
Irene Cuesta é irmã do arqueiro Elías Cuesta, que competiu nos Jogos Olímpicos de 2012 e medalhista de prata nos Jogos do Mediterrâneo de 2013. Ela vive em Madrid desde 2012, sua terra natal.